# Marion Maruska
Marion Maruska (née le 15 décembre 1972 à Mödling) est une joueuse de tennis autrichienne, professionnelle de 1987 à 2002.
Elle a gagné un tournoi WTA en simple au cours de sa carrière, au Classic d'Auckland.

## Palmarès

### Titre en simple dames
| No | Date       | Nom et lieu du tournoi     | Catégorie | Dotation  | Surface    | Finaliste      | Score    |          |
| -- | ---------- | -------------------------- | --------- | --------- | ---------- | -------------- | -------- | -------- |
| 1  | 30/12/1996 | ASB Bank Classic, Auckland | Tier IV   | 107 500 $ | Dur (ext.) | Judith Wiesner | 6-3, 6-1 | Parcours |

### Finale en simple dames
| No | Date       | Nom et lieu du tournoi   | Catégorie | Dotation  | Surface      | Vainqueure       | Score    |          |
| -- | ---------- | ------------------------ | --------- | --------- | ------------ | ---------------- | -------- | -------- |
| 1  | 14/07/1997 | Skoda Czech Open, Prague | Tier IV   | 160 000 $ | Terre (ext.) | Joannette Kruger | 6-1, 6-1 | Parcours |

### Titre en double dames
Aucun

### Finale en double dames
| No | Date       | Nom et lieu du tournoi   | Catégorie | Dotation  | Surface      | Vainqueures                     | Partenaire         | Score    |          |
| -- | ---------- | ------------------------ | --------- | --------- | ------------ | ------------------------------- | ------------------ | -------- | -------- |
| 1  | 28/04/1997 | Croatian Ladies Open Bol | Tier IV   | 107 500 $ | Terre (ext.) | Laura Montalvo Henrieta Nagyová | Maria Jose Gaidano | 6-3, 6-1 | Parcours |

## Parcours en Grand Chelem

### En simple dames
| Année | Open d'Australie | Open d'Australie   | Internationaux de France | Internationaux de France | Wimbledon       | Wimbledon      | US Open         | US Open          |
| ----- | ---------------- | ------------------ | ------------------------ | ------------------------ | --------------- | -------------- | --------------- | ---------------- |
| 1991  | -                | -                  | -                        | -                        | -               | -              | 1er tour (1/64) | Catherine Mothes |
| 1992  | 1er tour (1/64)  | Inés Gorrochategui | -                        | -                        | -               | -              | -               | -                |
| 1997  | -                | -                  | 1er tour (1/64)          | Patty Schnyder           | 2e tour (1/32)  | Iva Majoli     | 1er tour (1/64) | Barbara Schett   |
| 1998  | 1er tour (1/64)  | Brenda Schultz     | 2e tour (1/32)           | Monica Seles             | 1er tour (1/64) | Corina Morariu | -               | -                |
| 2000  | -                | -                  | 1er tour (1/64)          | Julia Abe                | -               | -              | -               | -                |

À droite du résultat, l’ultime adversaire.

### En double dames
| Année | Open d'Australie             | Open d'Australie         | Internationaux de France | Internationaux de France | Wimbledon | Wimbledon | US Open | US Open |
| ----- | ---------------------------- | ------------------------ | ------------------------ | ------------------------ | --------- | --------- | ------- | ------- |
| 1992  | 1er tour (1/32) Petra Ritter | C. Benjamin Alison Scott | -                        | -                        | -         | -         | -       | -       |
| 2001  | 1er tour (1/32) Kim Grant    | Els Callens A. Sidot     | -                        | -                        | -         | -         | -       | -       |

Sous le résultat, la partenaire ; à droite, l’ultime équipe adverse.

## Parcours en Coupe de la Fédération
| #                                                                     | Date       | Lieu           | Surface      | Gagnante(s)                       | Perdante(s)                      | Score     |          |
|                                                                       |            |                |              |                                   |                                  |           |          |
| 1991 - 1er tour (groupe mondial) - Autriche - Portugal - 3 : 0        |            |                |              |                                   |                                  |           |          |
| 1                                                                     | 23/07/1991 | Nottingham     |              | Marion Maruska Petra Ritter       | Tania Couto Sofia Prazeres       | 6-1, 6-1  | Parcours |
|                                                                       |            |                |              |                                   |                                  |           |          |
| 1997 - 1/4 de finale (groupe mondial II) - Croatie - Autriche - 4 : 1 |            |                |              |                                   |                                  |           |          |
| 2                                                                     | 01/03/1997 | Zagreb         | Dur (int.)   | Mirjana Lučić Maja Murić          | Karin Kschwendt Marion Maruska   | 6-4, 6-3  | Parcours |
|                                                                       |            |                |              |                                   |                                  |           |          |
| 2000 - Round robin (groupe mondial) - Slovaquie - Autriche - 0 : 2    |            |                |              |                                   |                                  |           |          |
| 3                                                                     | 30/04/2000 | Bratislava     | Dur (int.)   | Marion Maruska                    | Daniela Hantuchová               | 6-4, 7-61 | Parcours |
|                                                                       |            |                |              |                                   |                                  |           |          |
| 2001 - 1er tour (groupe mondial) - Australie - Autriche - 5 : 0       |            |                |              |                                   |                                  |           |          |
| 4                                                                     | 28/04/2001 | Adélaïde       | Herbe (ext.) | Nicole Pratt                      | Marion Maruska                   | 7-5, 6-2  | Parcours |
| 4                                                                     | 28/04/2001 | Adélaïde       | Herbe (ext.) | Alicia Molik                      | Marion Maruska                   | 6-2, 6-2  | Parcours |
| 4                                                                     | 28/04/2001 | Adélaïde       | Herbe (ext.) | Evie Dominikovic Rachel McQuillan | Marion Maruska Patricia Wartusch | 6-4, 7-5  | Parcours |
|                                                                       |            |                |              |                                   |                                  |           |          |
| 2001 - Barrage (groupe mondial I) - Autriche - Indonésie - 3 : 2      |            |                |              |                                   |                                  |           |          |
| 5                                                                     | 21/07/2001 |                | Terre (ext.) | Yayuk Basuki Wynne Prakusya       | Marion Maruska Patricia Wartusch | 6-1, 6-3  | Parcours |
|                                                                       |            |                |              |                                   |                                  |           |          |
| 2002 - 1er tour (groupe mondial) - États-Unis - Autriche - 2 : 3      |            |                |              |                                   |                                  |           |          |
| 6                                                                     | 27/04/2002 | Charlotte (NC) | Terre (ext.) | Lisa Raymond Monica Seles         | Evelyn Fauth Marion Maruska      | 6-1, 7-64 | Parcours |

## Classements WTA en fin de saison

### En simple
| Année | 1988 | 1989 | 1990 | 1991 | 1992 | 1993 | 1994 | 1995 | 1996 | 1997 | 1998 | 1999 | 2000 | 2001 |
| Rang  | 295  | 339  | 181  | 109  | 230  | 351  | 206  | 179  | 154  | 55   | 144  | 161  | 189  | 185  |

Source : (en) « Classements de Marion Maruska », sur le site officiel du WTA Tour

### En double
| Année | 1988 | 1989 | 1990 | 1991 | 1992 | 1993 | 1994 | 1995 | 1996 | 1997 | 1998 | 1999 | 2000 | 2001 |
| Rang  | 316  | 433  | 230  | 182  | 606  | 534  | 740  | 644  | 230  | 187  | 346  | 223  | 148  | 198  |

Source : (en) « Classements de Marion Maruska », sur le site officiel du WTA Tour